# Sikhotealinia zhiltzovae
Sikhotealinia zhiltzovae är en skalbaggsart som beskrevs av German Shlemovich Lafer 1996. Sikhotealinia zhiltzovae ingår i släktet Sikhotealinia och familjen Jurodidae. Inga underarter finns listade i Catalogue of Life. Namnet kommer från bergskedjan Sikhote-Alin i östra Sibirien.